# Fuente de la Nuez
Fuente de la Nuez es una fuente historica de la ciudad de Téramo en Abruzzo. El sitio que la acoge se encuentra en via Fonte della Noce. Dentro de la zona natural del Parque fluvial del Vezzola a pocos pasos del centro de la ciudad.

## Historia
La instalación de la fuente fue construida en la época medieval y destinada a la distribución de agua potable. Con el tiempo, hasta los años treinta del período de entreguerras, ayudó a satisfacer las necesidades de agua de la zona del norte de la ciudad, cuando el agua corriente aún no se había llegado dentro de las viviendas. También se ha utilizado como lavadero público y bebedero.
La fuente toma el nombre de "Noce" por la presencia de las innumerables plantas de nuez que se encuentran en sus alrededores que, con sus arbustos y sus copas, caracterizan su entorno.
Entre los Anales civil del Reino de las dos Sicilias del año 1835 se encuentra noticia de un trabajo de restauración de la fuente, para asegurar su conservación.

### La visita a la fuente de Giovanna d'Aragón
El lugar es noto y recordado también en los acontecimientos históricos de Teramo, ya que fue visitado por la reina Juana de Trastámara, más conocida como Juana de Aragón, princesa de la corona de Aragón y reina consorte, luego viuda, del rey Fernando I de Nápoles. La soberana, en julio del año 1514, pasó cinco días en la ciudad de Téramo para adquirir la posesión.
El historiador Mutio de Muzji ha contado, con gran cantidad de detalles, todos los acontecimientos de la estancia de la reina y de su corte, entre ellos la visita a la Fonte della Noce.
Según lo informado por el Muzji, Juana de Aragón quedó particularmente impresionada por estas aguas, claras y frescas, y ordenó organizar el banquete de una cena, amenizada por músicos y bailarines, para consumir en la zona de la fuente.
«Se detuvo la Reina en esta ciudad por el espatio de cinco días, donde tuvo grandísimo gusto, y satisfacción, habiendo visitado todas las Iglesias y Reliquias, que en ella hay, et havendo también por gusto querido ir a ver el Acquaviva lugar de mucho recreo en esta ciudad por los muchos herbajes, et acqua límpida, que hay, que la reina, y todos aquellos Señores, que la acompañaban se hebbero gran gusto, le fue también de la Ciudad hecha una cena en la fuente de la Noce que recibió gusto admirable». Mutio dè Muzji, Historia de la ciudad de Teramo, 1588.
El historiador Niccola Palma, retomando las palabras del Mutji, transmitió también en los detalles del montaje para el banquete querido por la reina de Aragón en el segundo día de su presencia en Teramo. Para acoger la convivencia de la soberana, los señores del regimiento compusieron alrededor de la fuente dos bosquecillos de plantas y ramas trenzadas de álamos que sombrearan y hicieran el espacio más agradable. Una arboleda fue arreglada entre la fuente y las murallas de la ciudad, mientras que el otro en el área más a la derecha del perímetro. En los dos arboles, así reconstruidos, se escondieron los músicos y 12 bailarines, vestidos «a la moresca», que con varias salidas entretuvieron a los comensales. También se formaron dos fuentes artificiales, una en la que fluía mucho el agua y la segunda en el vino tinto. Juana de Aragón tuvo una tabla separada, respecto al resto de los cortesanos de su séquito, en la que comía con su hija. La comitiva real permaneció en la fuente hasta el anochecer.
En recuerdo de este acontecimiento, una lápida que lleva talladas las palabras de la descripción del Muzji, fue colocada con ocasión del siglo XV, cuando la Reina visitó el país.

## Arquitectura
Fuente de la Nuez tiene sus líneas arquitectónicas simples y esenciales, sobre una amplia y aireadaa área rectangular delimitada por tres altas paredes  de mampostería, erigidas con piedras y ladrillos, dispuestas a " C ". El cuarto lado está rodeado por una pared baja con una abertura que permite el acceso.
Su estructura, construida principalmente de piedra, se compone de dos bebederos, un lavadero y una cuenca circular adornada de una faja con vaina que toma agua de un simple y pequeño rosetón.

## Note
1. 1 2  «Fonte della Noce». Consultado el 29 maggio 2016.
2. 1 2  «Fonte della Noce di Teramo». Archivado desde el original el 16 de junio de 2016. Consultado el 29 maggio 2016.
3. ↑  Annali civili del Regno delle Due Sicilie, (Gennaio, Febbraio, Marzo e Aprile 1835), Vol. 7, op. cit., pag. 23.
4. ↑  N. Palma, op. cit., p. 465.
5. ↑  «Mutio dè Muzji, op. cit, p. 236.». Consultado el 29 maggio 2016.
6. ↑  «Mutio dè Muzji, op. cit, p. 237.». Consultado el 29 maggio 2016.
7. ↑  «A passeggio nel parco con la regina Giovanna». Consultado el 29 maggio 2016.
8. ↑  N. Palma, op. cit.,  p. 474.
9. ↑  N. Palma, op. cit.,  p. 475.

- Datos: Q24941470
- Multimedia: Fonte della Noce / Q24941470